# Daniela Georgieva
Pour les articles homonymes, voir Georgieva.
Daniela Georgieva, née Spasova le 22 septembre 1969, est une athlète bulgare qui pratique le 400 mètres. Elle a été en 2007 détentrice du record bulgare du 400 mètres en salle (51,74 s) et extérieur (50,25 s).
Elle a obtenu la médaille de bronze aux Championnats du monde d'athlétisme en salle 1995. Elle est éliminée lors des séries du 400 m des Jeux olympiques d'été de 2000. 
Elle a migré vers les États-Unis en 2001 et a rejoint l'équipe du Missouri Tigers Athletics Team.